# Araneus appendiculatus
Araneus appendiculatus este o specie de păianjeni din genul Araneus, familia Araneidae. A fost descrisă pentru prima dată de Taczanowski, 1873.
Este endemică în French Guiana. Conform Catalogue of Life specia Araneus appendiculatus nu are subspecii cunoscute.